# Reichstag (Confederação da Alemanha do Norte)

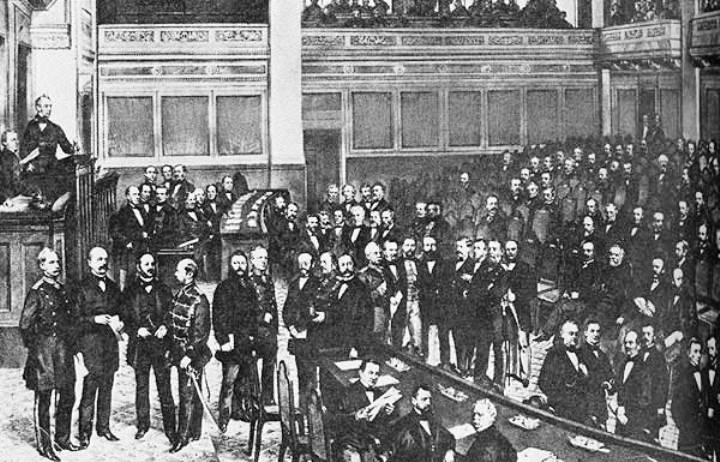
Reunião Inaugural do Reichstag da Confederação da Alemanha do Norte em 24 de fevereiro de 1867.

O Reichstag foi o Parlamento da Confederação Alemã do Norte (em alemão:  Norddeutscher Bund), fundado após a Guerra Austro-Prussiana de 1866. Ele funcionou até o estabelecimento do Império alemão em 1871. As sessões parlamentares foram realizadas no mesmo edifício que a Câmara Alta do Landtag Prussiano, a Câmara dos Senhores Prussianos, localizado no 3 Leipziger Straße em Berlim, Alemanha. O mesmo local é hoje a sede do Bundesrat alemão.

## Fundação
Depois do projeto constitucional de 1860 de Otto von Bismarck, baseado em um projeto de Lothar Bucher, o Reichstag tornou-se oficialmente o Parlamento da Confederação Alemã do Norte. Ele foi especificamente projetado para formar um contrapeso para a monarquia e de interesses especiais. Enquanto que o novo Reichstag foi significativamente mais fraco do que os de outras instituições federais, na Constituição ele não tinha poderes significativos. Em contraste com as Dietas da maioria dos Estados-membros da Alemanha, ele não  tinha os seus membros eleitos de acordo com um censo (em alemão:  Zensuswahlrecht), mas de acordo com o progressivo geral, igual e secreto, sufrágio universal para homens acima de 25 anos de idade.

## As eleições de fevereiro de 1867
Na base da nova Constituição, o parlamento foi eleito na base do sufrágio universal, em 12 de fevereiro de 1867. A área da Confderação Norte-alemã foi dividido em 297 distritos eleitorais, onde a maioria absoluta dos votos elegia diretamente um MP(Membro Parlamentar). Se nenhum candidato atingisse a maioria absoluta no primeiro turno, um segundo turno entre os dois primeiros candidatos seria realizado. Apesar do considerável da crítica dos norte-alemães, especialmente em áreas em que a Prússia tinha anexado em 1866, não houve embargos a eleição. No geral, a participação de quase 65% foi significativamente maior do que as anteriores eleições para o Prussiano Landtag. O governo tentou influenciar as eleições, no entanto, os resultados refletiram a política de humor da população. A maioria foi formada pelo Partido Nacional Liberal, o Partido Progressista e liberal-conservador: Livre Conservadores (em alemão:  Freikonservativen). Havia também algumas mentes mais liberais entre os MPs. Juntos, o bloco constituído 180 de 297 lugares e formaram um grande bloco de apoio potencial para as políticas de Bismarck. Este foi contato por 63 Velhos Conservadores, 13 deputados  poloneses, 18 Particularistas e 19 membros do Partido Progressista. O anti-Prussiano democraticamente orientado Partido do Povo Saxão era representado por August Bebel e Reinold Schraps.

## Composição
Eduard von Simson, que já ocupou o cargo de Presidente do Parlamento de Frankfurt e, mais tarde, no Reichstag do Império Alemão, tornou-se Presidente do Reichstag (em alemão:  Reichstagspräsident). August Bebel , mais tarde, escreveu em suas memórias que "a elite política e parlamentar do Norte da alemanha" tinha sido montada no Parlamento. Estes incluíram: Rudolf von Bennigsen, Karl Braun de Hessen-Nassau, Hermann Heinrich Becker, Maximilian Franz August von Forckenbeck, Gustav Freytag, Rudolf Gneist, Eduard Lasker, Johannes von Miquel, Gottlieb Planck, Eugen Richter, Eduard von Simson, Maximilian von Schwerin-Putzar, Hermann Schulze-Delitzsch, Karl Twesten, Hans Victor von Unruh, Franz Leo Benedikt Waldeck, Moritz Wiggers e Júlio Wiggers, Ludwig Windthorst, Hermann von Mallinckrodt, Georg von Vincke, Hermann Wagener, e Carl von Mayer Rothschild. Além disso, hviam Generais escolhidos devido às suas realizações na Guerra Austro-Prussiana de 1866: Eduard Vogel von Falckenstein e Karl Friedrich von Steinmetz.
Bebel também descreveu Bismarck como um orador carismático e terminou seu diário, com uma avaliação, o que provavelmente foi compartilhada pela maioria dos Representantes: "O tempo de idealismo acabou. Os políticos devem perguntar a si mesmos, hoje mais do que nunca, o que é possível sobre o que é desejável."

## O Final do Parlamento
Em conexão com o resultado da Guerra Franco-Prussiana de 1870, o Parlamento votou a adesão dos Estados de Baden, Hesse, Baviera e de Wurtemberg. A pedido do Conselho Federal e com o consentimento do Reichstag, a Confederação Norte-Alemã foi renomeada como Deutsches Reich, em 9 de dezembro de 1870. O Reichstag da Confederação Norte-Alemã foi, então, substituído pelo Reichstag do Império Alemão, com novas eleições marcadas para 3 de Março de 1871.

## Literatura
- Klaus Erich Pollmann: Parlamentarismus im Norddeutschen Bund 1867-1870. (Düsseldorf: Droste Verlag, 1985) ISBN 3-7700-5130-0
- Wolfram Siemann: Gesellschaft im Aufbruch. Deutschland 1848-1871. (Frankfurt am Main: Suhrkamp, 1990) ISBN 3-518-11537-5, pp. 287 f. (Edição Suhrkamp 1537 = NF 537 – centro de exposições Neue historische Bibliothek).
- Hans Fenske: Deutsche Verfassungsgeschichte. A mediação vítima-infractor Norddeutschen Bund bis heute. (Berlim: Edição do Colóquio, 1993) ISBN 3-89166-164-9, pp. 13-16
- Hans-Ulrich Wehler: "Deutsche Gesellschaftsgeschichte, Volume 3", In: Von der "Deutschen Doppelrevolution" bis zum Iní des Ersten Weltkrieges 1849-1914. (München: Beck, 1944) ISBN 3-406-32263-8, p. 303
- Egbert Weiß: "Corpsstudenten im Reichstag des Norddeutschen Bundes. Ein Beitrag zum 130jährigen Jubiläum," em: Einst und Jetzt. Volume 42 (1997) ISSN 0420-8870, p. 9-40.
- Thomas Nipperdey: Deutsche Geschichte 1866-1918. Volume 2: Machtstaat vor der Demokratie. (München: Beck, 1998) ISBN 3-406-44038-X p. 41-48.